# بحث ميداني

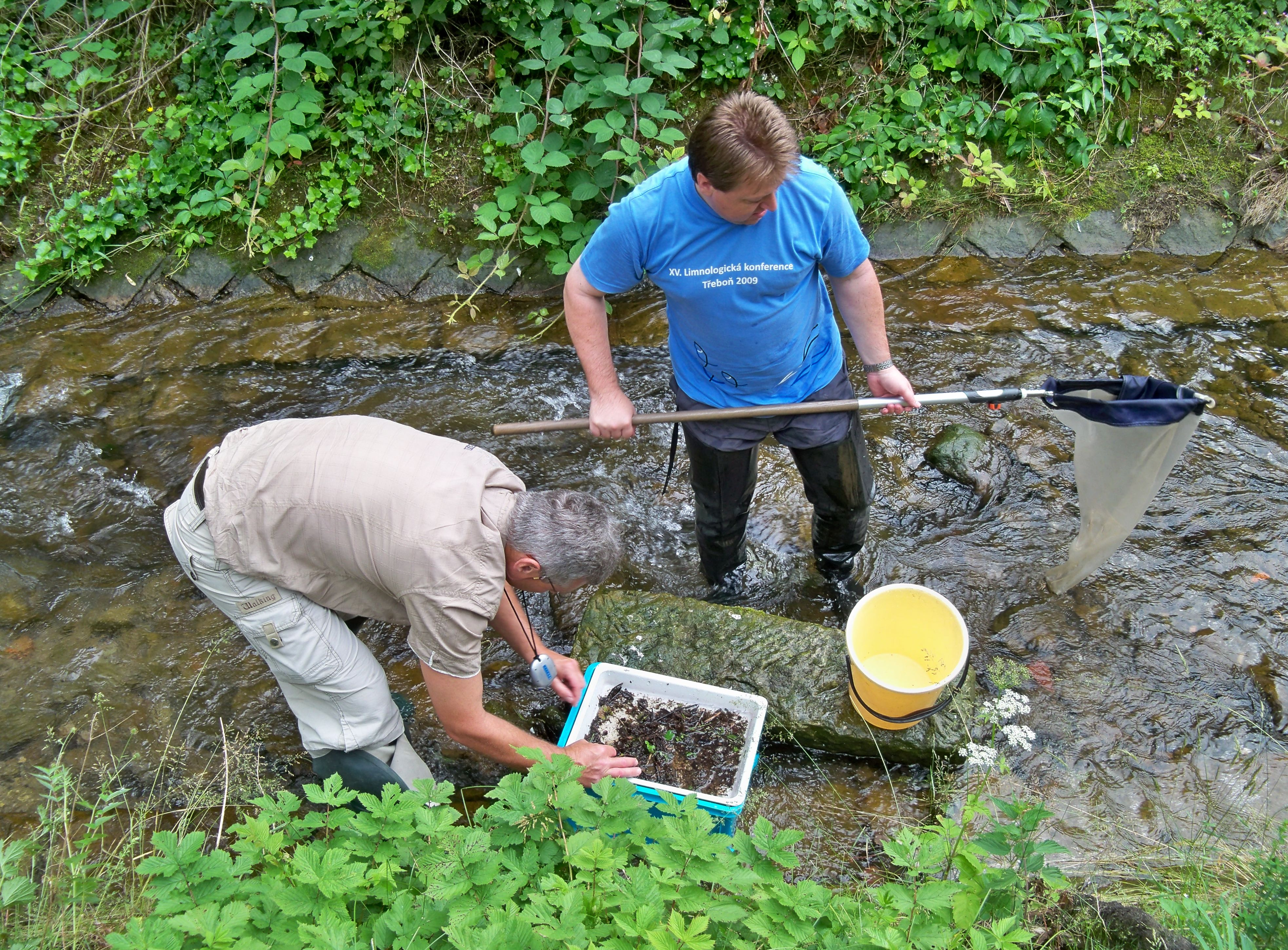

البحث الميداني هو دراسة على أرض الواقع من أجل معرفة كل التفاصيل عن الشيء المبحوث عنه. وبالرغم من تعدد مجالات البحث والتي لا يمكن حصرها أوإحصاؤها إلا أن لكل باحث شيء وهدف يبحث عنه. ويستعمل البحث الميداني في شتى العلوم الإنسانية مثل الاجتماعية والبيئية والمناخية والثقافية إلى غير ذلك. وتبقى النتيجة الأخيرة هي الهدف من كل تلك الأبحاث. وتستعمل عدة وسائل من أجل إنجاح البحث الميداني والتوصل لنتيجة مرضية.